# Siros (mitologia)
Segons la mitologia grega, Siros (en grec antic Σύρος), va ser un heroi, fill de Sinope, la filla d'Asop, i del déu Apol·lo. Una altra tradició el fa fill d'Agènor i Telefaassa, i per tant, germà de Cadme, Fènix i Cílix.
És considerat epònim dels siris, i se li atribueix la invenció de l'aritmètica i de la doctrina de la metempsicosi.